# Угарци (Пожега)
Угарци су насељено место у саставу града Пожеге, у Славонији, Република Хрватска.

## Становништво
Насеље је према попису становништва из 2011. године имало 57 становника.
| Националност       | 1991.       |
| Хрвати             | 71 (95,94%) |
| Срби               | 2 (2,70%)   |
| Југословени        | 0           |
| остали и непознато | 1 (1,35%)   |
| Укупно             | 74          |